# Hársas-tó
Hársas-tó eller Máriaújfalusi-víztározó är en sjö i Ungern.   Den ligger i provinsen Vas, i den västra delen av landet, 220 km väster om huvudstaden Budapest.